# Albertów (województwo lubelskie)
Albertów – wieś w Polsce położona w województwie lubelskim, w powiecie łęczyńskim, w gminie Puchaczów. Obok miejscowości przepływa niewielka rzeka Świnka, dopływ Wieprza.
W latach 1975–1998 miejscowość administracyjnie należała do ówczesnego województwa lubelskiego.
Wieś stanowi sołectwo w gminie Puchaczów. Według Narodowego Spisu Powszechnego z roku 2011 wieś liczyła 394 mieszkańców.
Wieś powstała na przełomie XIX i XX wieku, po raz pierwszy wymieniona w katalogu Diecezji Lubelskiej wydanym w roku 1899. 